# Bellinis Bikini
Bellinis Bikini er det tredje PC spil i Bellini serien, og er en fortsættelse af Skeletter med Kasketter og blev lavet firmaet Savannah i 1999.  
Historien handler om at familien er taget på ferie i Slapafnien. Onkel Belini er taget med, da han skal finde en trylleformular, som vil gør ham til verdens største troldmand. Han skal bruge noget lilla stof, det eneste som han kan få fat i er Dennis mors bikini, som man sammen med Dennis musen Don, fluen Sue og hunden Herman må prøve at få tilbage. 
Dette bliver heller ikke lettere da øen er en zombie ø. Hvor man bl.a. møder den døve varulv (Hvaulven) og en edderkopper med araknofobi, samt er der en restauranten, hvor man kan få en hund på menuen, og et hotel der bestyres af en vampyr. 